# Al Abid (foguete)

Foguete Al Abid

Al Abid como foi declarado pelo Iraque, foi um projeto para fabricar um veículo de lançamento espacial capaz de colocar um satélite em órbita e foi um projeto inteiramente civil.

## História
Durante a década de 1980 o governo de Saddam Hussein procurou desenvolver um programa espacial nacional. Até recentemente, os detalhes deste esforço tem sido obscuro e desconhecido para o mundo. Há alguns anos, um relatório de controle de armas das Nações Unidas revelou algumas informações sobre os esforços iraquianos no final de 1980 para o desenvolvimento de um foguete capaz de lançar um satélite em órbita.
Agora, novos detalhes surgiram sobre os esforços iraquianos no período 1988-1991 para desenvolver pequenos satélites para serem colocados em cima desses foguetes.
Os detalhes do esforço de construção de pequeno satélite iraquianos estão contidas em uma apresentação feita por um dos antigos cientistas envolvidos no programa em uma conferência recente. De acordo com Sarmad DS Dawood, do Centro de Direção e Tecnologia Espacial dentro do Ministério da Ciência e Tecnologia e Aplicações Espaciais, em Bagdá no Iraque, de 1988 até 1990 o Conselho de Pesquisa Científica do Iraque criou um centro de pesquisa para desenvolver tecnologia espacial.
O centro de pesquisa iniciou o projeto Al-Ta'ir. O Al-Ta'ir foi um pequeno satélite experimental para a realização de comunicações e que vão experimentos.

## Características
O projeto começou em 1988. O nome declarado do programa foi Al Abid. O projeto foi realizado sob os auspícios da MIMI e cientistas envolvidos do Centro de Pesquisas Espaciais do Iraque, que havia construído um satélite de teste de 50 kg e os engenheiros do Projeto 144, principalmente Projeto 144/2, foram destinados para desenvolver um veículo de lançamento.
A sua tarefa era preparar estudos independentes para um lançador espacial capaz de entregar uns 100-300 kg de carga útil a órbita terrestre baixa (cerca de 200-500 km de altitude). O sistema de lançamento teve que ser produzido usando ativos já existentes no Iraque, principalmente o Scud, versões de Scud autóctone modificado e mísseis SA-2 de propelente líquido.
O Iraque focava em melhorar o motor Scud. O projeto 1728 foi a realização de trabalho em paralelo com o trabalho realizado pelo Projeto 144/2, procurando melhorar o desempenho do Al Abid com um segundo motor palco. Um teste foi realizado em primeiro de dezembro de 1990 pelo Projeto 1728 que usou uma extensão de bico para o aumento da taxa de expansão e UDMH como combustível para a energia mais elevada. No entanto, sem qualquer refrigeração para emular uma condição de alta altitude alguns componentes derreteram e o teste falhou após 14 segundos.
O Iraque declarou que eles vieram com a ideia de usar um novo motor de quatro câmaras de combustão com Scud e uma única turbo-bomba para a primeira fase do Al Abid. O novo motor caberia em uma fuselagem de 1,250 milímetros, e usaria uma mistura de DETA e combustível UDMH iria fornecer uma alternativa para o conjunto de cinco mísseis Scud.